# Comana (sit SPA)
Comana este o arie protejată (arie de protecție specială avifaunistică — SPA) din România întinsă pe o suprafață de 24.982 ha, integral pe uscat.

## Localizare
Centrul sitului Comana este situat la coordonatele 44°08′27″N 26°06′46″E / 44.140703°N 26.112758°E. Situl se întinde pe teritoriile administrative ale comunelor   Căscioarele și Chirnogi din județul Călărași; și pe cele ale comunelor Băneasa, Călugăreni, Colibași, Comana, Gostinari, Greaca, Hotarele, Mihai Bravu, Prundu și Singureni din județul Giurgiu.

## Înființare
Situl Comana (ROSPA0022) a fost declarat arie de protecție specială avifaunistică în octombrie 2007 pentru a proteja mai multe specii avifaunistice. Situl se suprapune cu Parcul Natural Comana.

## Biodiversitate
Situată în ecoregiunea continentală, aria protejată nu include niciun habitat protejat.
La baza desemnării sitului se află mai multe specii de păsări protejate la nivel european: uliu cu picioare scurte (Accipiter brevipes), uliu păsărar (Accipiter nisus), lăcarul mare (Acrocephalus arundinaceus), lăcarul de mlaștină (Acrocephalus palustris), lăcarul de rogoz (Acrocephalus schoenobaenus), lăcarul de lac (Acrocephalus scirpaceus), fluierar de munte (Actitis hypoleucos), ciocârlie-de-câmp (Alauda arvensis), pescăruș albastru (Alcedo atthis), rață sulițar (Anas acuta), rață lingurar (Anas clypeata), rață fluierătoare (Anas penelope), rață mare (Anas platyrhynchos), rață pestriță (Anas strepera), rață cârâitoare (Anas querquedula), gârliță mare (Anser albifrons), gâscă cenușie (Anser anser), fâsă-cu-gât-roșu (Anthus cervinus), fâsă de pădure (Anthus spinoletta), lăstunul mare (Apus apus), acvilă țipătoare mică (Aquila pomarina), stârc cenușiu (Ardea cinerea), stârc roșu (Ardea purpurea), stârc galben (Ardeola ralloides), pietruș (Arenaria interpres), ciuf-de-pădure (Asio otus), ciuf-de-câmp (Asio flammeus), rață-cu-cap-castaniu (Aythya ferina), rața moțată (Aythya fuligula), rață roșie (Aythya nyroca), mătăsar (Bombycilla garrulus), buhai de baltă (Botaurus stellaris), rață sunătoare (Bucephala clangula), șorecar-încălțat (Buteo lagopus), fugaci de țărm (Calidris alpina), prundaș nisipar (Calidris alba), fugaci mic (Calidris minuta), fugaci roșcat (Calidris ferruginea), fugaci pitic (Calidris temminckii), caprimulg (Caprimulgus europaeus), cânepar (Carduelis cannabina), sticlete (Carduelis carduelis), florinte (Carduelis chloris), scatiu (Carduelis spinus), prundașul gulerat mic (Charadrius dubius), ploier gulerat mare (Charadrius hiaticula), chirighiță neagră (Chlidonias niger), chirighiță-cu-obraz-alb (Chlidonias hybridus), chirighiță-cu-aripi-albe (Chlidonias leucopterus), barză albă (Ciconia ciconia), barză neagră (Ciconia nigra), erete de stuf (Circus aeruginosus), botgros (Coccothraustes coccothraustes), porumbel de scorbură (Columba oenas), dumbrăveancă (Coracias garrulus), cristel-de-câmp (Crex crex), cuc (Cuculus canorus), lăstun de casă (Delichon urbica), ciocănitoare de stejar (Dendrocopos medius), ciocănitoarea de grădină (Dendrocopos syriacus), egretă mică (Egretta garzetta), egretă albă (Egretta alba), presură bărboasă (Emberiza cirlus), vânturelul roșu (Falco tinnunculus), șoimul rândunelelor (Falco subbuteo), lișiță (Fulica atra), becațină comună (Gallinago gallinago), ciovlica roșcată (Glareola pratincola), piciorong (Himantopus himantopus), frunzăriță-galbenă (Hippolais icterina), stârc pitic (Ixobrychus minutus), capîntorsul (Jynx torquilla), sfrâncioc roșiatic (Lanius collurio), sfrânciocul cu frunte neagră (Lanius minor), pescăruș argintiu (Larus cachinnans), pescăruș râzător (Larus ridibundus), gușă albastră (Luscinia svecica), prigoare (Merops apiaster), presură sură (Miliaria calandra), codobatură galbenă (Motacilla flava), codobatura albă (Motacilla alba), stârc de noapte (Nycticorax nycticorax),  pelicanul comun (Pelecanus onocrotalus),  cormoran mic (Phalacrocorax pygmeus), bătăuș (Philomachus pugnax), lopătar (Platalea leucorodia), codroș de munte (Phoenicurus ochruros), țigănuș (Plegadis falcinellus), corcodel-mare (Podiceps cristatus), ciocîntors (Recurvirostra avosetta), pițigoi-pungar (Remiz pendulinus),mărăcinar (Saxicola rubetra), chiră de baltă (Sterna hirundo), călifar alb (Tadorna tadorna), corcodel mic (Tachybaptus ruficollis), fluierar de mlaștină (Tringa glareola), fluierarul de zăvoi (Tringa ochropus), sturzul cântător (Turdus philomelos), mierlă (Turdus merula), nagâț (Vanellus vanellus).